# Optima-Express
L'Optima Express est le nom d'un service de train international géré par l'agence allemande Optima Tours et qui relie les villes d'Edirne en Turquie à Villach en Autriche.
Il s'agit d'une relation ferroviaire autocouchettes assurée entre les deux gares d'Edirne et de Villach Hauptbahnhof plusieurs fois par semaine d'avril à novembre. Le trajet se fait via Sofia, Belgrade et Zagreb, sans arrêt commercial. Ce service est essentiellement utilisé par les turcs d'Allemagne et d'Europe de l'Ouest pour atteindre ou rentrer de Turquie.
La composition comportait, jusqu'en 2017, cinq à dix voitures-couchettes immatriculées en Bulgarie et huit à dix wagons porte-voitures de la firme Car Rail Logistics immatriculés en Hongrie. Ce type de wagon particulier consiste en 2 wagons à 2 essieux accouplés, de type "Hccrrss"  en désignation UIC, comportant deux niveaux de chargement sur 25 m de long. 
En 2023, la composition comporte deux à six voitures-couchettes de type "Bcmh" immatriculées en Allemagne, une voiture-restaurant de type "WRI" immatriculée en Slovénie, et six à douze voitures porte-autos de type "Laaeilprs" immatriculées en Suède. Sur les circulations prenant place pendant les vacances d'été turques, une voiture-lit de type "WLABee", immatriculée en Allemagne, se trouve également dans le convoi. 
Le temps de parcours est de 32 h 31 min en direction d'Edirne, et de 37 h 41 min en direction de Villach Hbf.
Bien qu'étant surtout un autotrain, l'Optima Express est également accessible aux passagers voyageant sans véhicule.